# Beam Me Up Scotty (Mixtape)
Beam Me Up Scotty ist das dritte Mixtape der Rapperin Nicki Minaj aus Trinidad und Tobago. Es wurde am 18. April 2009 bei Young Money Entertainment und Dirty Money Entertainment veröffentlicht. Das Mixtape enthält Gastauftritte von zahlreichen Rappern, wie Lil Wayne, Gucci Mane, Busta Rhymes, Bobby Valentino und weiteren Künstlern von Young Money, wie Drake und Jae Millz. Kurz nach der Veröffentlichung diskutierte Minaj – zusammen mit weiteren Cash Money / Young Money – auf MTV.coms Mixtape Daily über ihr Mixtape.

## Hintergrund
Beam Me Up Scotty wurde aufgenommen, nachdem Lil' Wayne auf Nicki Minaj aufmerksam wurde, als er sich Minajs DVD On The Come Up ansah. Wayne ist Minajs Mentor, nachdem sie auf seinem Titel Can’t Stop, Won’t Stop rappte (es samplet Can’t Stop, Won’t Stop von Young Gunz). Nicki Minaj nahm das Mixtape nur auf, um ihre Fanbase zu vergrößern. Durch die große Liste der Gastauftritte schiebt sich Nicki Minaj bewusst in den „Vordergrund der Platte“. Nicki Minaj sagte, als sie auf Tour mit Lil Wayne war: „Es machte mich hungrig. Das ist es, was mich inspirierte und die Musik für Beam Me Up Scotty - Die I Am Music Tour.“
Minaj sagte, dass sich Beam Me Up Scotty auf sie und ihre Musik zu einem Zeitpunkt fokussiere, als sie mit ihrem Image spielte:

„Ich war OK, aber ich war nicht auf die Musik fokussiert. Ich machte Bilder und ähnliches Zeug, so kannten mich die Leute mehr durch meine Bilder als meine Musik. Aber mit dem Mixtape Beam Me Up Scotty müssen sie mich als Künstlerin ernst nehmen. Ich würde sagen, dass ich vielleicht ein Jahr zuvor mit meiner eigentlichen Karriere begann. Des Weiteren singe ich auch etwas, anstatt immer nur zu rappen. Nun ist es offiziell – es geht rund wie ‚Town Julie Brown‘.“

## Promotion
I Get Crazy feat. Lil Wayne chartete in den amerikanischen R&B-Charts mit Hilfe eines starken Airplay. Ein Musikvideo für das Lied Itty Bitty Piggy wurde zu Promotionszwecken veröffentlicht, um dessen Beliebtheit zu steigern. Das Musikvideo zeigt wie Nicki das Lied live auf einem Club-Konzert vorträgt sowie Ausschnitte aus dem Beam Me Up Scotty-Fotoshooting. Go Hard feat. Lil Wayne wurde ebenfalls durch ein Musikvideo, in dem Koach K. Rich als Regisseur fungierte, beliebter.

## Rezeption
Beam Me Up Scotty wurde von Fans und Musikkritikern positiv aufgenommen. MTVs Mixtape Daily wählte Beam Me Up Scotty am 4. Mai 2009 als bestes Album der Woche. Sie erklärten: „Yeah, du wirst eine Liebesanmache an Frauen zu hören bekommen – Nicki Minaj sagt, sie liebt die Mädchen und hat kein Problem, sich mit „bad bitches“ zu umgeben.“ Mixtape Daily lobte Titel wie I Get Crazy (feat. Lil Wayne), Kill the DJ & Envy. Beam Me Up Scotty hilft Nicki Minaj, sich als eine exzellente Songwriterin in einem männerdominierten Genre einen Namen zu machen.

## Titelliste
Alle Lieder wurden von DJ Holiday and The Trapoholics produziert.
| #  | Titel                               | feature(s)                        | Länge |
| -- | ----------------------------------- | --------------------------------- | ----- |
| 1  | Intro                               |                                   | 1:03  |
| 2  | I Get Crazy                         | Lil Wayne                         | 4:23  |
| 3  | Itty Bitty Piggy                    |                                   | 4:06  |
| 4  | Kill Da DJ                          |                                   | 3:01  |
| 5  | Mind on My Money                    | Brinx & Busta Rhymes              | 4:31  |
| 6  | Nicki Minaj Speaks                  |                                   | 0:19  |
| 7  | Slumber Party                       | Gucci Mane                        | 3:30  |
| 8  | Shopaholic                          | Gucci Mane & Bobby V              | 5:32  |
| 9  | Go Hard                             | Lil Wayne                         | 5:55  |
| 10 | Nicki Minaj Speaks                  |                                   | 1:09  |
| 11 | Best I Ever Had (Young Money Remix) | Drake                             | 5:32  |
| 12 | Handstand                           | Shanell                           | 3:08  |
| 13 | Keys Under Palm Trees               |                                   | 2:50  |
| 14 | Get Silly                           |                                   | 1:30  |
| 15 | Easy                                | Gucci Mane & Rocko                | 4:05  |
| 16 | Five-O                              | Jae Millz & Gudda Gudda           | 4:18  |
| 17 | Nicki Minaj Speaks                  |                                   | 0:52  |
| 18 | Envy                                |                                   | 3:43  |
| 19 | Can Anybody Hear Me?                |                                   | 3:25  |
| 20 | Still I Rise                        |                                   | 3:08  |
| 21 | I Feel Free                         | Ron Browz, Red Cafe & Ricky Blaze | 4:32  |
| 22 | Outro                               |                                   | 1:38  |
| 23 | Beam Me Up Scotty                   |                                   | 3:58  |

- Itty Bitty Piggy enthält ein Sample des Lieds She Got a Donk von Soulja Boy Tell 'Em.
- Mind on My Money enthält Rihannas Gesang aus ihren Nummer-eins-Hit Live Your Life.
- Go Hard enthält ein Sample des Lieds Go Hard von DJ Khaled.
- Best I Ever Had (Young Money Remix) enthält ein Sample des Lieds Best I Ever Had von Drake.
- Get Silly enthält ein Sample des Lieds Get Silly von V.I.C.
- Still I Rise enthält ein Sample des Lieds No Matter What von T.I.
- Beam Me Up Scotty enthält ein Sample des Lieds Kill The Bitch von Sasha